# Манько, Денис Владимирович
Денис Владимирович Манько (10 декабря 1971, Ленинград) — российский футболист, защитник, игрок в мини-футбол.

## Биография
В 1989 году за дублирующий состав ленинградского «Зенита» в 12 матчах забил один гол. В 1991 году играл в составе «Строителя» Гатчина в первенстве КФК, в 1992—1993 годах во второй лиге за команду, называвшуюся «Апекс» и «Гатчина» провёл 66 игр, забил шесть голов. В дальнейшем играл в низших лигах за «Локомотив» СПб (1994), «Торпедо» Арзамас (1995—1996), «Энергетик» Урень (1997—1999), «Торпедо-Виктория» НН (1999), «Светотехнику» Саранск (2000—2001). В 2002—2003 годах играл за любительский клуб «ПетроЛесПорт» СПб.
В чемпионате 1994/95 провёл 14 матчей, забил два мяча за мини-футбольный клуб «Галакс» СПб.
Выпускник НГУ имени Лесгафта (1995).